# Heinrich Morf
Heinrich Morf (Münchenbuchsee, 23 ottobre 1854 – Thun, 23 gennaio 1921) è stato un linguista e filologo svizzero.

## Biografia
Studiò filologia indo-germanica e classica all'Università di Zurigo (1873-75) ma si laureò in filologia romanza all'Università di Strasburgo (1875-77), ricevendo quindi il suo dottorato nel 1877 con la tesi Die Wortstellung im altfranzösischen Rolandslied. In seguito continuò la sua formazione in Spagna (1877/78) e Parigi (1878/79), dove fu allievo di Gaston Paris. Nel 1879 fu nominato professore associato di filologia romanza all'Università di Berna. Successivamente fu professore all'Università di Zurigo (dal 1889, successore di Heinrich Breitinger), all'Akademie für Sozial- und Handelswissenschaft di Francoforte (dal 1901, rettore nel 1901-03) e all'Università di Berlino (dal 1910) come successore di Adolf Tobler.
Fu un catalizzatore verso la creazione del Glossaire des patois de la Suisse romande, un'istituzione fondata da Louis Gauchat e altri. Nel 1914 fu uno degli abbonati al cosiddetto "Manifesto dei Novantatré".

## Opere principali
- Literaturgeschichte des achtzehnten Jahrhunderts (3 parti, 1881–94;: autore Hermann Hettner).
- Das studium der romanischen philologie, 1890.
- Die französische litteratur zur zeit Ludwig's XII, 1895.
- Geschichte der neuern Franzoesischen Litteratur, 1898.
- Deutsche und Romanen in der Schweiz, 1901.
- Aus Dichtung und Sprache der Romanen: Vorträge und Skizzen, 1903.
- Geschichte der französischen Literatur im Zeitalter der Renaissance, 1914.
- Auswahl aus den werken des Gregor von Tours, 1922.[4]